# Kulk (Gommern)
Der Kulk ist ein kleiner See (Kolk) in der Stadt Gommern in Sachsen-Anhalt.
Die Fläche des Kulks beträgt 39.000 m². Trotz seiner nur geringen Ausmaße ist der See ein regionales touristisches Zentrum. Dies ist vor allem durch die direkt am Seeufer befindliche Wanderdüne Fuchsberg bedingt. Weitere Sehenswürdigkeit ist der seit 1995 ebenfalls am Ufer gelegene Gesteinsgarten Gommern.

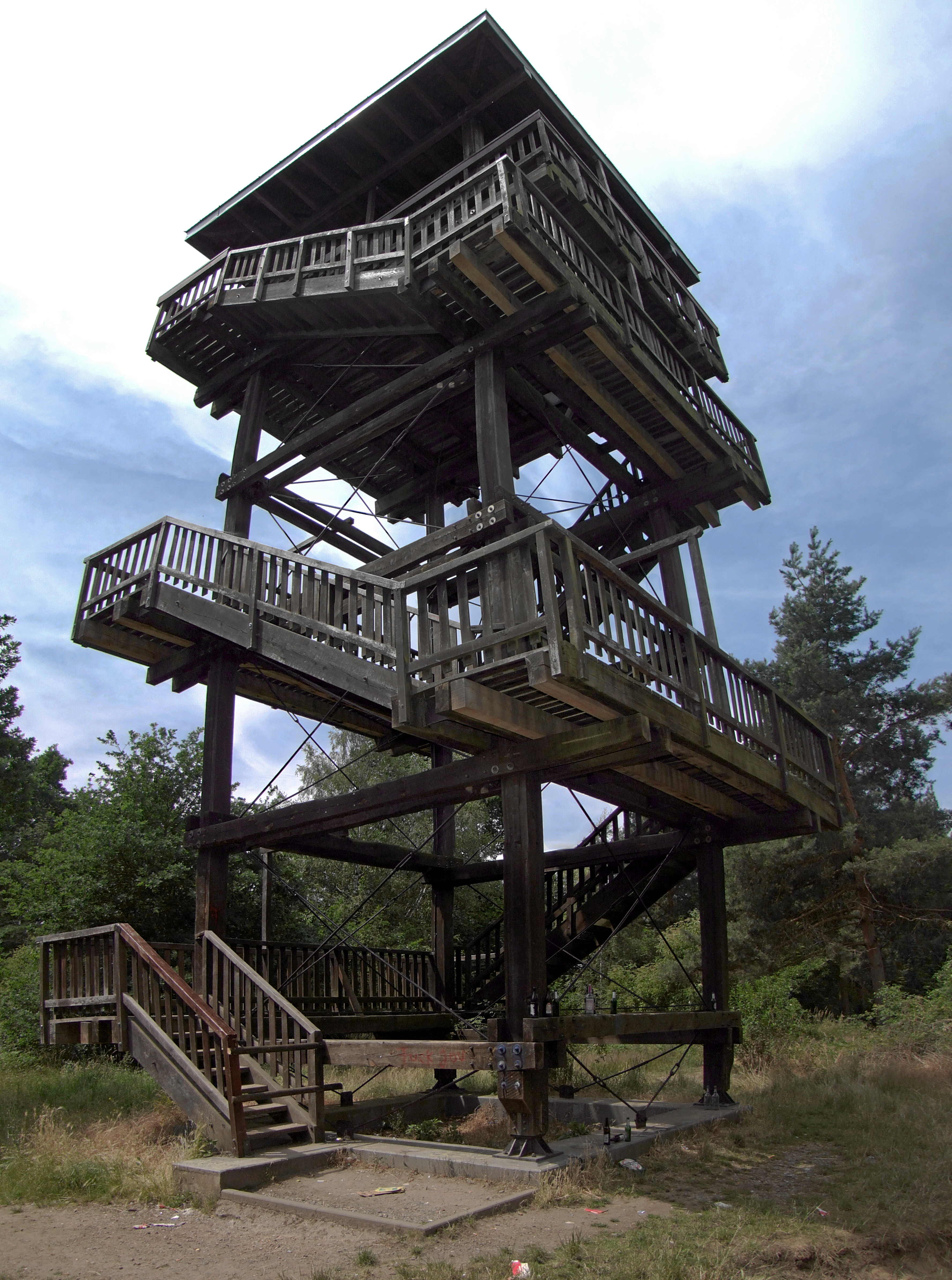
Aussichtsturm am Kulk (2008, mit alter Holztreppe)

In unmittelbarer Nähe befindet sich auch ein 1992 erbauter 17 m hoher, seit 2012 mit neuer Metallwendeltreppe versehener Aussichtsturm. Außerdem gibt es mehrere Restaurants, einen Imbisskiosk und einen Kinderspielplatz. Die Wege um den Kulk wurden nach 1990 befestigt.
An der Stelle des Sees befand sich seit dem Ende des 19. Jahrhunderts zunächst ein Steinbruch, der von einem Louis Schröder aus Gommern betrieben wurde. Gefördert wurde Quarzit zur Verwendung als Baumaterial im Straßen- und Häuserbau. Bereits im Jahr 1915 erfolgte jedoch die Einstellung des Steinbruchbetriebs. Als Ursachen hierfür werden eine Unrentabilität wegen der hohen Kosten für abzupumpendes Wasser und die zu nahe, bei Sprengungen gefährdete, Wohnbebauung angenommen. Nach Einstellung des Betriebs lief der Steinbruch voll und der heutige See entstand.